# Campeonato Mundial de Ciclocrós de 2006
El LVII Campeonato Mundial de Ciclocrós se celebró en Zeddam (Países Bajos) el 29 de enero de 2006 bajo la organización de la Unión Ciclista Internacional (UCI) y la Federación Neerlandesa de Ciclismo.

## Medallistas
| Evento    | Oro                         | Plata                        | Bronce                              |
| --------- | --------------------------- | ---------------------------- | ----------------------------------- |
| Masculino | Erwin Vervecken · Bélgica   | Bart Wellens · Bélgica       | Francis Mourey Francia              |
| Femenino  | Marianne Vos · Países Bajos | Hanka Kupfernagel · Alemania | Daphny van den Brand · Países Bajos |

### Masculino
| Puesto            | Ciclista        | País            | Tiempo  |
| ----------------- | --------------- | --------------- | ------- |
| Medalla de oro    | Erwin Vervecken | Bélgica         | 1:05:40 |
| Medalla de plata  | Bart Wellens    | Bélgica         | 1:05:43 |
| Medalla de bronce | Francis Mourey  | Francia         | 1:05:43 |
| 4                 | Steve Chainel   | Francia         | 1:05:53 |
| 5                 | Tom Vannoppen   | Bélgica         | 1:05:56 |
| 6                 | Kamil Ausbuher  | República Checa | 1:06:00 |
| 7                 | Enrico Franzoi  | Italia          | 1:06:13 |
| 8                 | Gerben de Knegt | Países Bajos    | 1:06:27 |

### Femenino
| Puesto            | Ciclista             | País         | Tiempo |
| ----------------- | -------------------- | ------------ | ------ |
| Medalla de oro    | Marianne Vos         | Países Bajos | 39:14  |
| Medalla de plata  | Hanka Kupfernagel    | Alemania     | 39:15  |
| Medalla de bronce | Daphny van den Brand | Países Bajos | 40:06  |
| 4                 | Mirjam Melchers      | Países Bajos | 40:31  |
| 5                 | Helen Wyman          | Reino Unido  | 41:37  |
| 6                 | Maryline Salvetat    | Francia      | 41:41  |
| 7                 | Nadia Triquet-Claude | Francia      | 41:43  |
| 8                 | Birgit Hollmann      | Alemania     | 41:45  |